# Tournoi de qualification olympique masculin de hockey sur gazon 2019
Le Tournoi de qualification olympique masculin de hockey sur gazon 2019 sont la dernière étape qualificative pour le tournoi masculin aux Jeux olympiques d'été de 2020. Il a lieu du 25 octobre au 3 novembre 2019.

## Format
Dans la première partie de la qualification, les cinq champions continentaux ont automatiquement obtenu une place olympique, où ils ont été rejoints par le pays hôte, le Japon. À l'origine, douze équipes devaient participer aux barrages. Ces équipes devaient être réparties en six paires; chaque paire jouant une série de scores cumulés de deux matchs et le vainqueur de chaque série se qualifiant pour les Jeux olympiques. Alors que le Japon a remporté les Jeux asiatiques de 2018 (se qualifiant ainsi deux fois, une fois en tant qu'hôte et une fois en tant que champions d'Asie), il y avait à la place 14 équipes, dont sept qualifiées. Les sept barrages ont chacun présenté deux nations disputant deux matches consécutifs, les nations étant tirées l'une contre l'autre en fonction de leur classement à la fin des championnats continentaux 2018-2019. Il a eu lieu du 25 octobre au 3 novembre 2019 et les matchs ont été accueillis par les nations les mieux classées.

## Équipes qualifiées
Les équipes participantes sont confirmées par la FIH.
| Dates                       | Événement                                      | Lieu                                           | Qualifiés                                                                       |
| --------------------------- | ---------------------------------------------- | ---------------------------------------------- | ------------------------------------------------------------------------------- |
| 19 janvier - 30 juin 2019   | Ligue professionnelle de hockey sur gazon 2019 | Ligue professionnelle de hockey sur gazon 2019 | Australie Belgique Pays-Bas Grande-Bretagne                                     |
| 26 avril - 4 mai 2019       | Finales des Hockey Series 2018-2019            | Kuala Lumpur                                   | Canada Malaisie                                                                 |
| 6 - 15 juin 2019            | Finales des Hockey Series 2018-2019            | Bhubaneswar                                    | Inde Afrique du Sud                                                             |
| 15 juin 2019 - 23 juin 2019 | Finales des Hockey Series 2018-2019            | Le Touquet                                     | France Irlande                                                                  |
| 8 septembre 2019            | Classement mondial de la FIH                   | Classement mondial de la FIH                   | Allemagne Espagne Nouvelle-Zélande Corée du Sud Pakistan Autriche Égypte Russie |

## Tirage au sort
La composition est annoncée le 8 septembre 2019,.
| Équipes hôtes                       | Équipes hôtes                                                    | Équipes extérieures                                      | Équipes extérieures                     |
| Chapeau 1                           | Chapeau 2                                                        | Chapeau 3                                                | Chapeau 4                               |
| ----------------------------------- | ---------------------------------------------------------------- | -------------------------------------------------------- | --------------------------------------- |
| Pays-Bas (3) Inde (5) Allemagne (6) | Grande-Bretagne (7) Espagne (8) Nouvelle-Zélande (9) Canada (10) | Malaisie (11) France (12) Irlande (13) Corée du Sud (16) | Pakistan (17) Autriche (20) Russie (22) |

## Aperçu
Les matchs aller sont joués les 25 et 26 octobre ainsi que les 1er et 2 novembre 2019 tandis que les matchs retour sont joués les 26 et 27 octobre ainsi que les 2 et 3 novembre 2019.
Toutes les heures correspondent aux heures locales.
| Équipe 1         | Aller | Total          | Retour | Équipe 2     |
| ---------------- | ----- | -------------- | ------ | ------------ |
| Espagne          | 3 - 3 | 6 - 5          | 3 - 2  | France       |
| Canada           | 3 - 5 | 6 - 6 5 - 4tab | 3 - 1  | Irlande      |
| Pays-Bas         | 4 - 4 | 10 - 5         | 6 - 1  | Pakistan     |
| Inde             | 4 - 2 | 11 - 3         | 7 - 1  | Russie       |
| Nouvelle-Zélande | 3 - 2 | 6 - 2          | 3 - 0  | Corée du Sud |
| Grande-Bretagne  | 4 - 1 | 9 - 3          | 5 - 2  | Malaisie     |
| Allemagne        | 5 - 0 | 10 - 3         | 5 - 3  | Autriche     |

### Matchs
Espagne - France
| Match 1               | Espagne                         | 3 - 3   | France                                       | Estadio Betero, Valence                                                  |                                                                          |
| 25 octobre 2019 18h00 | Lleonart 30e · Quemada 41e, 50e | (1 - 3) | 19e Charlet · 26e Baumgarten · 29e Bellenger | Arbitrage : Coen van Bunge Raghu Prasad Arbitre vidéo : Michelle Joubert | Arbitrage : Coen van Bunge Raghu Prasad Arbitre vidéo : Michelle Joubert |
| 25 octobre 2019 18h00 | Rapport                         |         |                                              | Arbitrage : Coen van Bunge Raghu Prasad Arbitre vidéo : Michelle Joubert | Arbitrage : Coen van Bunge Raghu Prasad Arbitre vidéo : Michelle Joubert |

| Match 2               | Espagne                                 | 3 - 2   | France                    | Estadio Betero, Valence                                              |                                                                      |
| 26 octobre 2019 18h00 | Delas 21e · Iglesias 28e · Lleonart 40e | (2 - 1) | 3e Baumgarten · 39e Goyet | Arbitrage : Coen van Bunge Raghu Prasad Arbitre vidéo : Sarah Wilson | Arbitrage : Coen van Bunge Raghu Prasad Arbitre vidéo : Sarah Wilson |
| 26 octobre 2019 18h00 | Rapport                                 |         |                           | Arbitrage : Coen van Bunge Raghu Prasad Arbitre vidéo : Sarah Wilson | Arbitrage : Coen van Bunge Raghu Prasad Arbitre vidéo : Sarah Wilson |

L'Espagne a gagné 6-5 au total.

Canada - Irlande
| Match 1               | Canada                          | 3 - 5   | Irlande                                          | Ambleside Rutledge Field, West Vancouver                               |                                                                        |
| 26 octobre 2019 14h00 | Johnston 15e · Pereira 23e, 48e | (2 - 1) | 8e Cargo · 33e, 53e O'Donoghue · 39e, 51e Murray | Arbitrage : Diego Barbas Ben Göntgen Arbitre vidéo : Gareth Greenfield | Arbitrage : Diego Barbas Ben Göntgen Arbitre vidéo : Gareth Greenfield |
| 26 octobre 2019 14h00 | Rapport                         |         |                                                  | Arbitrage : Diego Barbas Ben Göntgen Arbitre vidéo : Gareth Greenfield | Arbitrage : Diego Barbas Ben Göntgen Arbitre vidéo : Gareth Greenfield |

| Match 2               | Canada                                                                 | 3 - 1             | Irlande                                                      | Ambleside Rutledge Field, West Vancouver                               |                                                                        |
| 27 octobre 2019 14h00 | Johnston 21e · Scholfield 37e · Tupper 60e                             | (1 - 1)           | 6e McKee                                                     | Arbitrage : Ben Göntgen Gareth Greenfield Arbitre vidéo : Diego Barbas | Arbitrage : Ben Göntgen Gareth Greenfield Arbitre vidéo : Diego Barbas |
| 27 octobre 2019 14h00 | Rapport                                                                |                   |                                                              | Arbitrage : Ben Göntgen Gareth Greenfield Arbitre vidéo : Diego Barbas | Arbitrage : Ben Göntgen Gareth Greenfield Arbitre vidéo : Diego Barbas |
| 27 octobre 2019 14h00 | Johnston · S. Panesar · Pereira · Wallace · Froese · Johnston · Froese | Tirs au but 5 - 4 | Magee · McKee · Caruth · Robson · O'Donoghue · Magee · McKee | Arbitrage : Ben Göntgen Gareth Greenfield Arbitre vidéo : Diego Barbas | Arbitrage : Ben Göntgen Gareth Greenfield Arbitre vidéo : Diego Barbas |

6-6 au total. Le Canada a gagné 5 à 4 après les tirs au but.

Pays-Bas - Pakistan
| Match 1               | Pays-Bas                                                 | 4 - 4   | Pakistan                                        | Wagener Stadium, Amsterdam                                          |                                                                     |
| 26 octobre 2019 16h00 | Van der Weerden 20e, 60e · Kellerman 21e · Kemperman 52e | (2 - 2) | 5e, 58e Mubashar · 25e Ali G. · 38e Muhammad R. | Arbitrage : Dan Barstow Sean Rapaport Arbitre vidéo : Jakub Mejzlik | Arbitrage : Dan Barstow Sean Rapaport Arbitre vidéo : Jakub Mejzlik |
| 26 octobre 2019 16h00 | Rapport                                                  |         |                                                 | Arbitrage : Dan Barstow Sean Rapaport Arbitre vidéo : Jakub Mejzlik | Arbitrage : Dan Barstow Sean Rapaport Arbitre vidéo : Jakub Mejzlik |

| Match 2               | Pays-Bas                                                                           | 6 - 1   | Pakistan   | Wagener Stadium, Amsterdam                                          |                                                                     |
| 27 octobre 2019 16h00 | Kellerman 9e · Van der Weerden 17e, 29e · Pruijser 22e · Pieters 39e · Janssen 43e | (4 - 0) | 53e Rizwan | Arbitrage : Dan Barstow Jakub Mejzlik Arbitre vidéo : Sean Rapaport | Arbitrage : Dan Barstow Jakub Mejzlik Arbitre vidéo : Sean Rapaport |
| 27 octobre 2019 16h00 | Rapport                                                                            |         |            | Arbitrage : Dan Barstow Jakub Mejzlik Arbitre vidéo : Sean Rapaport | Arbitrage : Dan Barstow Jakub Mejzlik Arbitre vidéo : Sean Rapaport |

Les Pays-Bas ont gagné 10-5 au total.

Inde - Russie
| Match 1                 | Inde                                          | 4 - 2   | Russie                      | Kalinga Stadium, Bhubaneswar                                             |                                                                          |
| 1er novembre 2019 20h00 | Harmanpreet 5e · Mandeep 24e, 53e · Sunil 48e | (2 - 1) | 17e Kuraev · 60e Matkovskiy | Arbitrage : Francisco Vazquez Lim Hong-Zhen Arbitre vidéo : Liu Xiaoying | Arbitrage : Francisco Vazquez Lim Hong-Zhen Arbitre vidéo : Liu Xiaoying |
| 1er novembre 2019 20h00 | Rapport                                       |         |                             | Arbitrage : Francisco Vazquez Lim Hong-Zhen Arbitre vidéo : Liu Xiaoying | Arbitrage : Francisco Vazquez Lim Hong-Zhen Arbitre vidéo : Liu Xiaoying |

| Match 2               | Inde                                                                          | 7 - 1   | Russie         | Kalinga Stadium, Bhubaneswar                                             |                                                                          |
| 2 novembre 2019 20h00 | Lalit 17e · Akashdeep 23e, 29e · Nilakanta 47e · Rupinder 48e, 59e · Amit 60e | (3 - 1) | 1e Sobolevskiy | Arbitrage : Francisco Vazquez Lim Hong-Zhen Arbitre vidéo : Liu Xiaoying | Arbitrage : Francisco Vazquez Lim Hong-Zhen Arbitre vidéo : Liu Xiaoying |
| 2 novembre 2019 20h00 | Rapport                                                                       |         |                | Arbitrage : Francisco Vazquez Lim Hong-Zhen Arbitre vidéo : Liu Xiaoying | Arbitrage : Francisco Vazquez Lim Hong-Zhen Arbitre vidéo : Liu Xiaoying |

L'Inde a gagné 11-3 au total.

Nouvelle-Zélande - Corée du Sud
| Match 1               | Nouvelle-Zélande            | 3 - 2   | Corée du Sud             | Taranaki Hockey Club, Stratford                                           |                                                                           |
| 2 novembre 2019 15h00 | Jenness 3e, 17e · Child 52e | (2 - 1) | 15e Lee N. · 33e Jang J. | Arbitrage : Adam Kearns Javed Shaikh Arbitre vidéo : German Montes de Oca | Arbitrage : Adam Kearns Javed Shaikh Arbitre vidéo : German Montes de Oca |
| 2 novembre 2019 15h00 | Rapport                     |         |                          | Arbitrage : Adam Kearns Javed Shaikh Arbitre vidéo : German Montes de Oca | Arbitrage : Adam Kearns Javed Shaikh Arbitre vidéo : German Montes de Oca |

| Match 2               | Nouvelle-Zélande                     | 3 - 0   | Corée du Sud | Taranaki Hockey Club, Stratford                                           |                                                                           |
| 3 novembre 2019 15h00 | Jenness 16e · Lane 23e · Russell 42e | (2 - 0) |              | Arbitrage : Adam Kearns German Montes de Oca Arbitre vidéo : Javed Shaikh | Arbitrage : Adam Kearns German Montes de Oca Arbitre vidéo : Javed Shaikh |
| 3 novembre 2019 15h00 | Rapport                              |         |              | Arbitrage : Adam Kearns German Montes de Oca Arbitre vidéo : Javed Shaikh | Arbitrage : Adam Kearns German Montes de Oca Arbitre vidéo : Javed Shaikh |

La Nouvelle-Zélande a gagné 6-2 au total.

Grande-Bretagne - Malaisie
| Match 1               | Grande-Bretagne                               | 4 - 1   | Malaisie | Lee Valley Hockey & Tennis Centre, Londres                               |                                                                          |
| 2 novembre 2019 16h30 | Ward 33e · Roper 36e · Forsyth 42e · Gall 47e | (0 - 1) | 6e Nabil | Arbitrage : Christian Blasch Peter Wright Arbitre vidéo : Ayanna McClean | Arbitrage : Christian Blasch Peter Wright Arbitre vidéo : Ayanna McClean |
| 2 novembre 2019 16h30 | Rapport                                       |         |          | Arbitrage : Christian Blasch Peter Wright Arbitre vidéo : Ayanna McClean | Arbitrage : Christian Blasch Peter Wright Arbitre vidéo : Ayanna McClean |

| Match 2               | Grande-Bretagne                      | 5 - 2   | Malaisie              | Lee Valley Hockey & Tennis Centre, Londres                                 |                                                                            |
| 3 novembre 2019 15h00 | Forsyth 9e, 56e, 57e · Ward 11e, 31e | (2 - 1) | 24e Fitri · 40e Razie | Arbitrage : Christian Blasch Peter Wright Arbitre vidéo : Laurine Delforge | Arbitrage : Christian Blasch Peter Wright Arbitre vidéo : Laurine Delforge |
| 3 novembre 2019 15h00 | Rapport                              |         |                       | Arbitrage : Christian Blasch Peter Wright Arbitre vidéo : Laurine Delforge | Arbitrage : Christian Blasch Peter Wright Arbitre vidéo : Laurine Delforge |

La Grande-Bretagne a gagné 9-3 au total.

Allemagne - Autriche
| Match 1               | Allemagne                                                   | 5 - 0   | Autriche | Hockeypark, Mönchengladbach                                             |                                                                         |
| 2 novembre 2019 18h30 | Windfeder 11e · Staib 19e · Rühr 27e · Fuchs 42e · Oruz 49e | (3 - 0) |          | Arbitrage : David Tomlinson Marcin Grochal Arbitre vidéo : Alison Keogh | Arbitrage : David Tomlinson Marcin Grochal Arbitre vidéo : Alison Keogh |
| 2 novembre 2019 18h30 | Rapport                                                     |         |          | Arbitrage : David Tomlinson Marcin Grochal Arbitre vidéo : Alison Keogh | Arbitrage : David Tomlinson Marcin Grochal Arbitre vidéo : Alison Keogh |

| Match 2               | Allemagne                                                       | 5 - 3   | Autriche             | Hockeypark, Mönchengladbach                                             |                                                                         |
| 3 novembre 2019 16h30 | Grambusch 14e · Miltkau 15e · Staib 39e · Wellen 57e · Rühr 58e | (2 - 1) | 14e, 40e, 41e Körper | Arbitrage : David Tomlinson Marcin Grochal Arbitre vidéo : Alison Keogh | Arbitrage : David Tomlinson Marcin Grochal Arbitre vidéo : Alison Keogh |
| 3 novembre 2019 16h30 | Rapport                                                         |         |                      | Arbitrage : David Tomlinson Marcin Grochal Arbitre vidéo : Alison Keogh | Arbitrage : David Tomlinson Marcin Grochal Arbitre vidéo : Alison Keogh |

L'Allemagne a gagné 10-3 au total.

## Buteurs
85 buts ont été inscrits en 14 rencontres soit une moyenne de 6.07 buts par match.